# Renault 30
Renault 30 är en personbil, tillverkad av den franska biltillverkaren Renault mellan 1975 och 1984.
R30 var Renaults första sexcylindriga bil efter andra världskriget. Den presenterades på Genèvesalongen 1975, ett drygt halvår före sin fyrcylindriga tvillingmodell Renault 20. Motorn var den V6:a, PRV-motorn, som Renault utvecklat tillsammans med Peugeot och Volvo för sina respektive toppmodeller. Halvkombikarossen, som var närmast unik för bilklassen, var en logisk utveckling av den framgångsrika Renault 16. Från 1981 fanns bilen även med dieselmotor. Tillverkningen uppgick till 145 000 exemplar.
Varianter:
| Modell | Motor              | Cylindervolym | Effekt     | Bränslesystem      |
| ------ | ------------------ | ------------- | ---------- | ------------------ |
| TS     | 6-cyl V-motor ohc  | 2664 cm³      | 126-131 hk | Förgasare          |
| TX     | 6-cyl V-motor ohc  | 2664 cm³      | 143 hk     | Bränsleinsprutning |
| TurboD | 4-cyl radmotor ohc | 2068 cm³      | 85 hk      | Turbodiesel        |